# Myersiohyla kanaima
Myersiohyla kanaima es una especie de anfibios de la familia Hylidae.
Habita en el oeste de Guyana y, quizá, en las zonas adyacentes de Brasil y Venezuela.
Sus hábitats naturales incluyen bosques tropicales o subtropicales secos y a baja altitud, montanos secos y ríos.